# Jalovec (szczyt)
Jalovec (wł. Gialuz, 2 645 m n.p.m.) – szczyt w Alpach Julijskich, w Słowenii. Leży między dolinami Tamar, Loška Koritnica i Trenta. W pobliżu leżą szczyty Mangart, Travnik i Mojstrovka.